# Thessaloniki Challenger 1987
Il Thessaloniki Challenger 1987 è stato un torneo di tennis facente parte della categoria ATP Challenger Series nell'ambito dell'ATP Challenger Series 1987. Il torneo si è giocato a Salonicco in Grecia dal 7 al 13 settembre 1987 su campi in cemento.

## Vincitori

### Singolare
Martin Laurendeau ha battuto in finale  Nicklas Kroon con il punteggio di 7–6, 6–4

### Doppio
Per Henricsson /  Henrik Holm hanno battuto in finale  Pieter Aldrich /  Morten Christensen con il punteggio di 7–6, 3–6, 6–3